# Nicarágua nos Jogos Olímpicos de Verão de 1968
A Nicarágua competiu nos Jogos Olímpicos pela primeira vez nos Jogos Olímpicos de Verão de 1968 na Cidade do México, México.